# Dirphia cochabambensis
Dirphia cochabambensis är en fjärilsart som beskrevs av Lemaire 1977. Dirphia cochabambensis ingår i släktet Dirphia och familjen påfågelsspinnare. Inga underarter finns listade i Catalogue of Life.